# 弗蕾亚

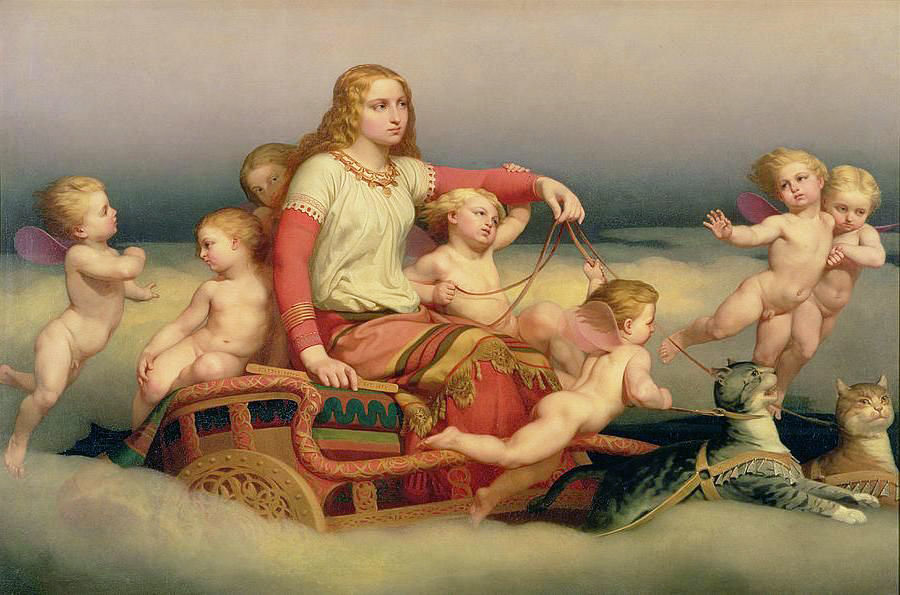
《正在尋找丈夫的弗蕾亞》（瑞典文：Freja sökande sin make）是1852年由N.J.O.布洛默绘製的油画。画中描述弗蕾亞驾着由两只猫拉的金车，在一群小天使的陪伴下寻遍天上人间，欲找到丈夫奥德。据说她一边哭一边找，一路洒下了无数的相思金泪，滴入石中化为金子；滴入海中则变为琥珀。

芙蕾雅（挪威語：Freyja）是北歐神話中最重要的生育女神。她也被認為是情慾和懷孕意義上的愛情女神。她是維京時代最重要的女性神。有關文化在中世紀對耶穌的母親馬利亞的崇拜被認為與她有關。
除了生育和愛情之外，她還與死亡、戰爭、魔法、預言和財富聯繫在一起，就像與女武神的聯繫不明確一樣；例如，據說她與奧丁共享山谷，所以有死者前往她的農場，而另一些則去瓦爾哈拉。她所屬的華納神族因其勇氣和生育能力而盛行，她教會奧丁和其他阿薩神族勇氣。
在書寫傳統中，她經常被與黃金聯繫在一起，她擁有布里希嘉曼項鍊。在北歐文化中，財富和生育力密切相關，她對黃金和珠寶的熱愛，反映她作為生育之神的功能。
她也被描述為所有女神中最美麗者，人們向她祈求幸福和愛情、幫助分娩，以及豐收等。她的愛欲意味著矮人和約頓巨人都渴望她。

## 人物概述
弗蕾亞的父親是海神尼奧爾德，母親則說法不一。根據神話的記錄，她誕生於尼奧爾德所屬的华纳神族，至於母親是不是巨人族女子斯卡迪，則無從考證。在一些以北歐諸神為主角的創作中，指稱弗蕾亞的母親是父親尼奧爾德的姊妹。
弗蕾亞是愛神、戰神與魔法之神，也是掌管丰饶、生育以及愛情之神。她十分慈祥美丽，最為人们所愛戴，因為冰天雪地裡的人們熱切盼望著春天的來臨。她常濃妝豔服，花枝招展，有時全副甲胄，披掛上陣，率領眾女武神為奧丁遴選死難英雄。
同時，Freyja也是Friday的代表之神。
弗蕾亞也是弗雷的雙胞胎妹妹，並曾與自己的哥哥弗雷有性行為。

## 神话故事

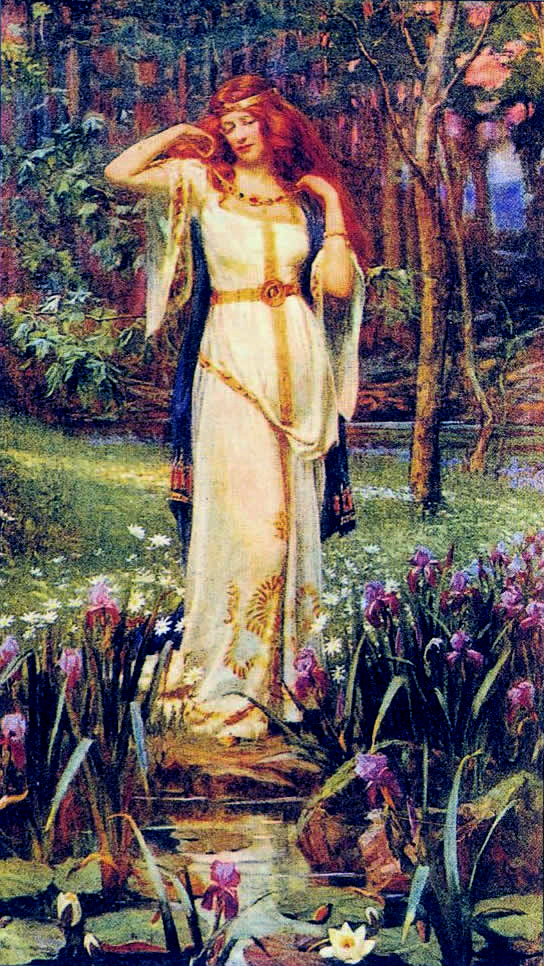
《弗蕾亞》1890年由J.彭罗斯所绘的粉彩画。由四位侏儒工匠精心打造而成的金项链布里辛嘉曼，巧夺天工，流光溢彩。女神弗蕾亞为了得到它而付出了高昂的代价。而弗蕾亞也為人間帶來了無數的金銀財寶。

在華納神族与阿萨神族的战争中，由于诸神厌倦了无谓的厮杀，曾开始过一次和谈且双方互派人质。当时，弗蕾亞与父兄就作为人质加盟到阿萨神族。
美丽的弗蕾亞拥有众多的追求者，奥德（英語：Od，因他的名字把他和奥丁联系起来，所以奥丁也时常渴望佔有弗蕾亞）就是其中之一，后被女神变成了一只公猪。布里辛斯也是弗蕾亞的追求者。据说，黑侏儒们拥有一条名为“布里希嘉曼”的神秘金项链，它是弗蕾亞最珍爱的宝物，为了得到它，她不惜献出自己的肉体分别陪4个侏儒工匠睡了4个晚上。作为处罚，奥丁令她燃起人间的战火，使战争一直持续到神之劫难的到来。除了布里辛斯，弗蕾亞还有位死心塌地的追求者名叫索列姆（英語：Thrymr）。这位丑陋的巨人盗走了雷神索尔的锤子，后来索尔不得不借来弗蕾亞的衣服，将自己乔装打扮成女神的模样，取回了锤子。
同时弗蕾亞也是一位女巫，常穿上她的苍鹭之羽，在天空中飞行。她和奥丁一样，弗蕾亞也渴求恩赫里亚（英灵战士），每次战争一结束，其中一半的恩赫里亚移交到奥丁的瓦尔哈拉宫，另一半则被带往弗蕾亞的色斯灵尼尔深宫中。

## 大眾文化
- 動漫Chobits中的女配角
- 動漫《史上最強弟子兼一》中的原諸神黃昏第三拳豪．久賀館要的外號，其棍術了得，手下有如北歐神話女武神瓦爾基莉般的"女武士小隊"，故得其名
- 動漫《魔偵探洛基》其中一個女角，有時是普通小女孩——大島玲也
- 動漫《魔導少年》中，大鴉尾巴的一員
- 《在地下城尋求邂逅是否搞錯了什麼》中對男主有著強烈愛意的女神
- 輕小說《刀劍神域》第8集〈斷鋼神劍〉短篇，故事靈感取自《詩體埃達》（英語：Poetic Edda）的《皇家手稿 - 索列姆之歌（英语：Þrymskviða）》
- 輕小說《終將成為神話的放學後戰爭》中的女角
- 網路小說《琥珀之劍》其中一個女角
- 日本Gungho線上娛樂的手機遊戲龍族拼圖里的一個遊戲角色
- 動畫《反叛的魯路修》中出現的核彈的名稱，以芙蕾雅命名
- 動畫《超時空要塞Δ》女主角名為芙蕾雅
- 網路遊戲魔力寶貝中新手一開始的地點及主要大陸
- 網路遊戲幻想神域中的一個源神
- 網路遊戲神魔之塔中的一個遊戲角色，以費蕾雅命名
- Crash fever中的一個遊戲角色
- God of war中的一個遊戲角色
- 多人線上遊戲《天堂II》冰心芙蕾雅版本中的一個主題副本女王「芙蕾雅」
- 《巫师3：狂猎》中史凯利杰群岛中有一个花园以女神「芙蕾雅」命名
- 《戰神4》中的女主角「芙蕾雅」，在本作设定中与众神皇后「弗丽嘉」为同一人
- 《刺客信条：英灵殿》中的角色「芙蕾雅」。
- 《Mobile Legends: Bang Bang》手機遊戲中的遊戲角色「芙蕾雅」